# Arvinsalmifärjan

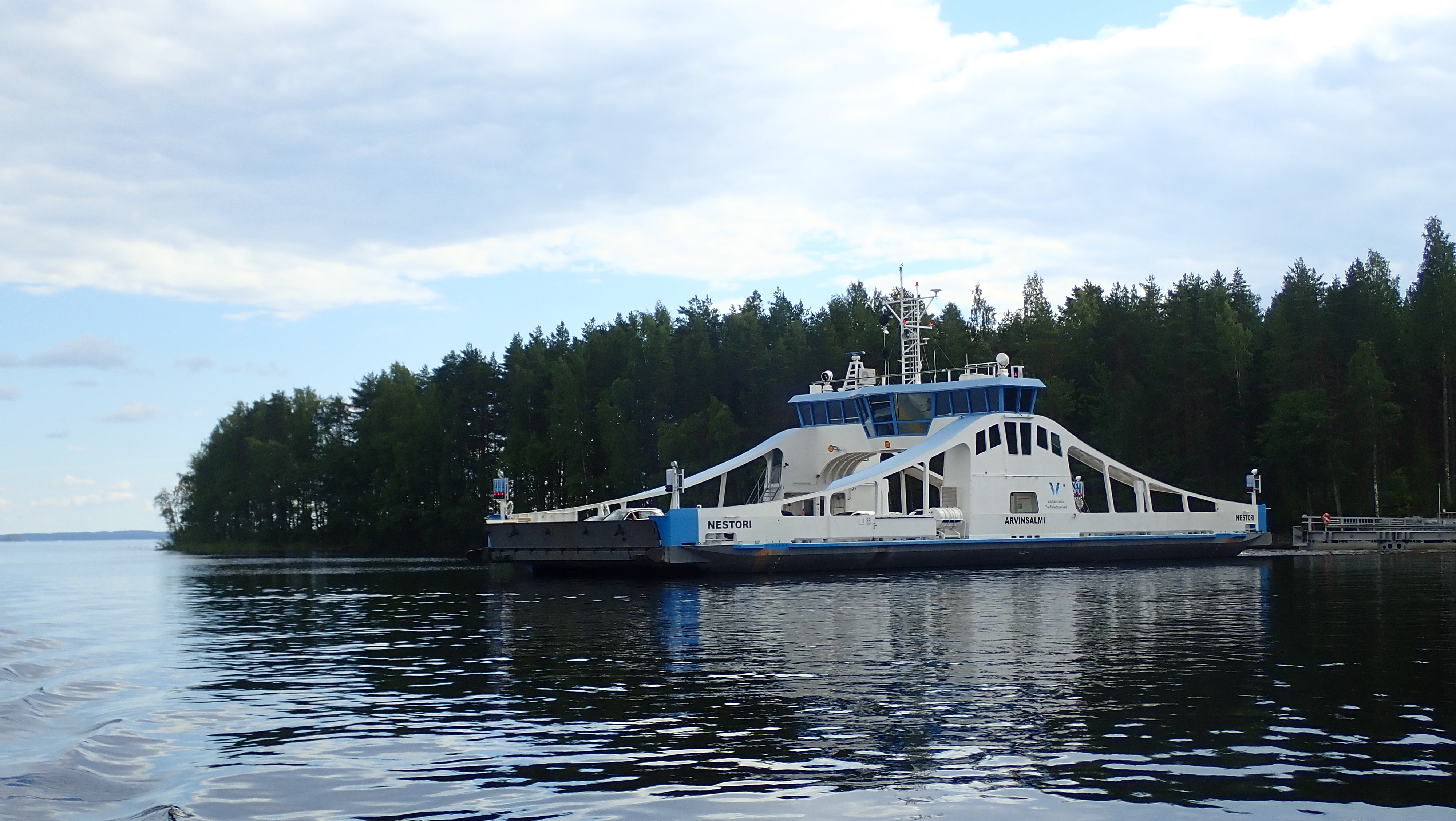
Färjan Nestori i Arvinsalmi

Arvinsalmis färja är en linfärja (vajerfärja) som trafikerar mellan Tutjuniemi i Libelits och ön Oravisalo i Rääkkylä, på regionväg 482 i Finland. Färjeledens längd är 430 meter.
Färjan ägs av Trafikledsverket och färjtjänsten levereras av Kymen Saaristoliikene Oy. Färjan har en lastkapacitet på 150 ton, med en längd 50 meter, bredd på 15 meter är det en av de största färjorna i Finland.
Nestori och dess systerfartyg Vikare, som är den nuvarande Bergöfärjan, är bland de största linfärjorna i Finland och är båda ägda av Trafikledsverket. . 